# Ex oratorio di San Giovanni Battista
L'ex oratorio di San Giovanni Battista si trova in piazza Sacrati a Ferrara e risale al XV secolo. L'edificio è noto con vari nomi, legati ai mutamenti che ha subito nel tempo. Fu oratorio della Confraternita di San Giovanni Battista, o anche San Giovannino. Divenne poi teatro filodrammatico, teatro di varietà e Camera del Lavoro.
Nel primo dopoguerra fu cinema Garibaldi e più tardi cinema Capitol.

## Storia

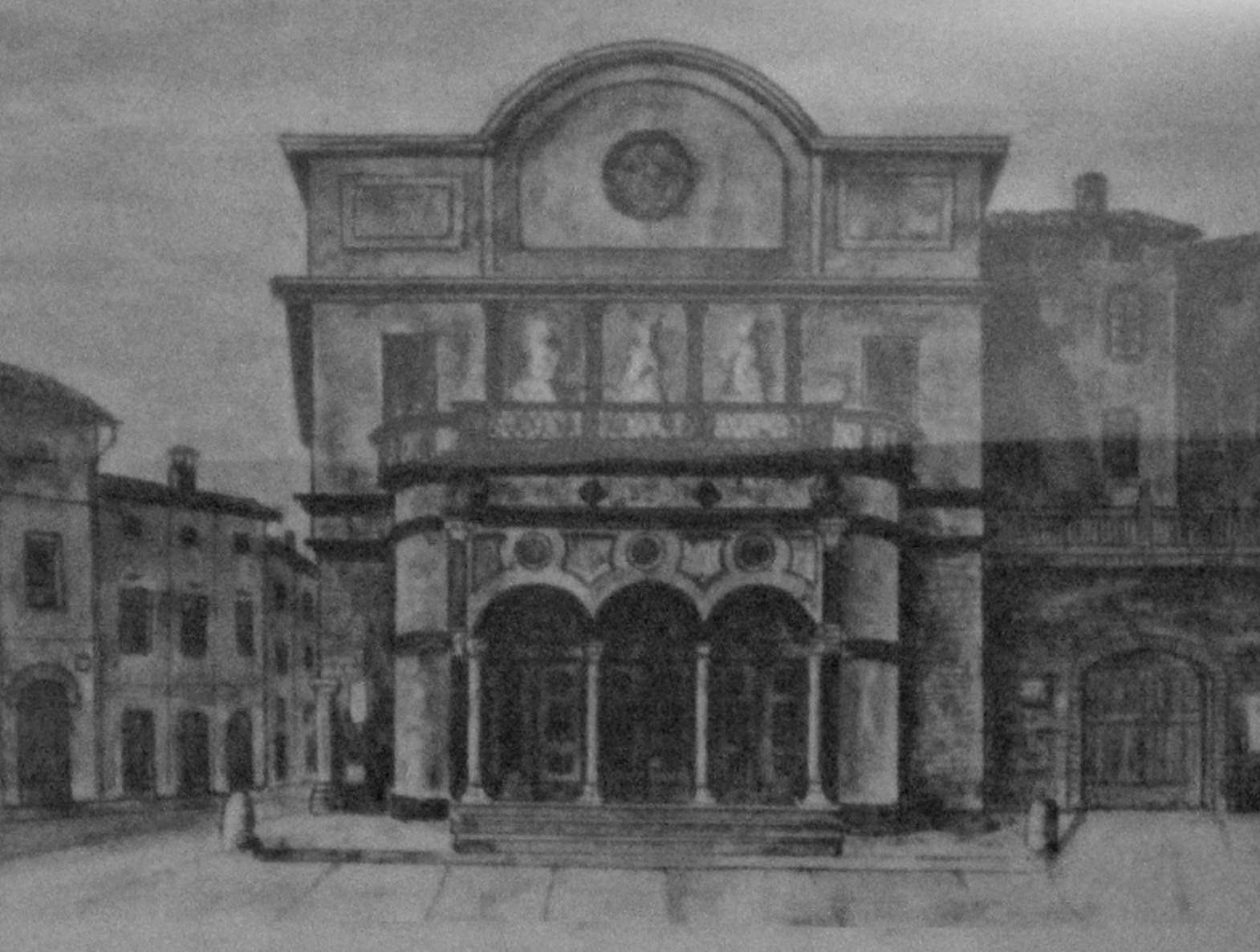
Disegno che raffigura l'ex oratorio San Giovanni Battista come appariva tra la fine del XIX secolo e l'inizio del secolo successivo, quando ormai era utilizzato come sala pubblica e non più per il culto

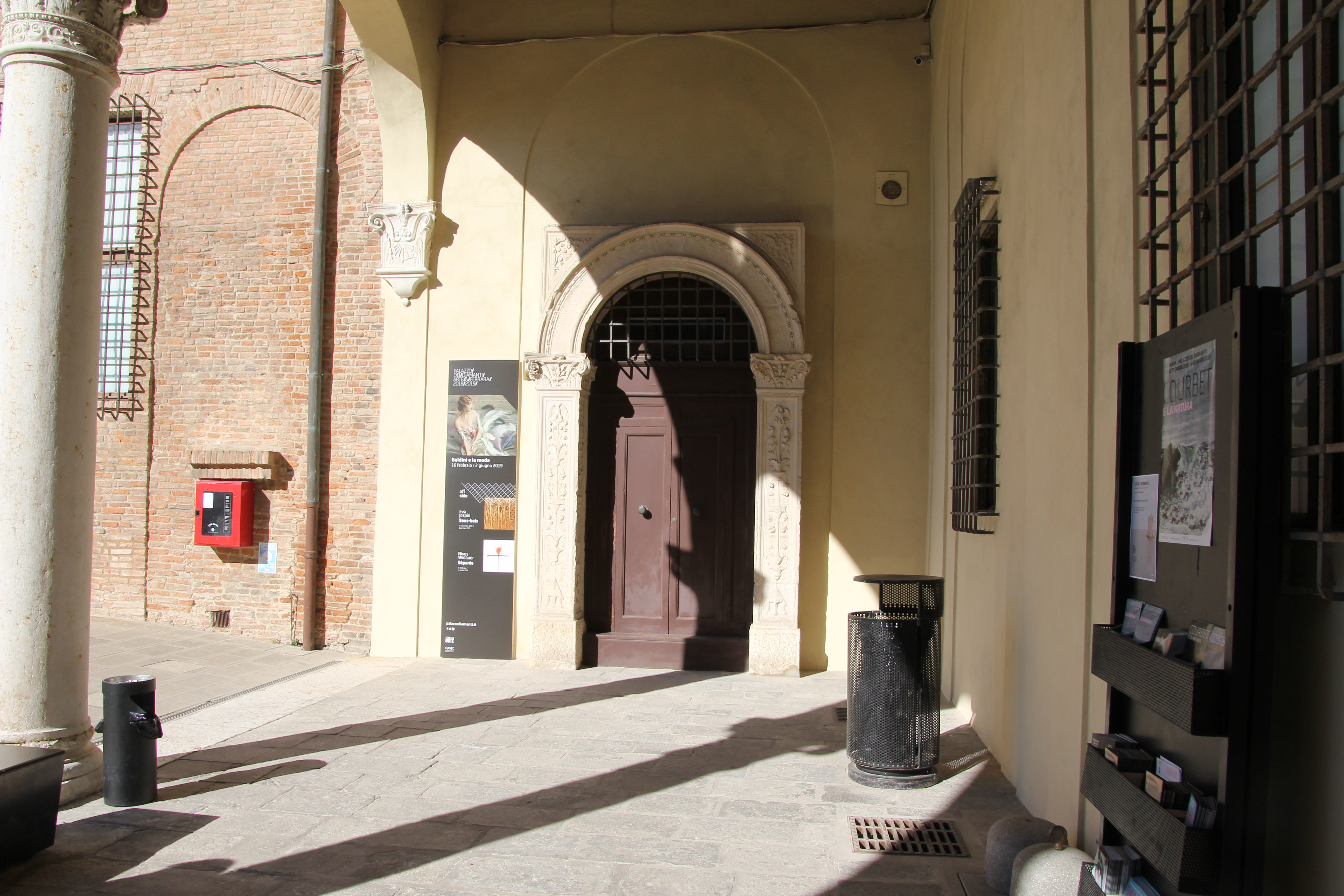
Ferrara, palazzo dei Diamanti. Antico portale settecentesco dell'oratorio di San Giovanni Battista qui trasferito nella seconda metà del XIX secolo

La storia del luogo di culto inizia nel 1469 (nel 1489 secondo altre fonti), quando venne edificato e affidato alla Confraternita di San Giovanni Battista. Venne chiamato San Giovannino per le sue dimensioni e per l'essere una struttura sopraelevata, nota in dialetto ferrarese come San Zanin, alla quale si poteva accedere con una scala esterna, demolita negli anni sessanta. Sembra verosimile inoltre che in origine vi fossero due chiese, una di maggiori dimensioni ed una più piccola, detta appunto di San Giovannino.
Attorno alla fine del secolo seguente, nel 1585, venne spostato al pianterreno. Venne soppresso con l'arrivo delle truppe di occupazione francesi in seguito alle disposizioni napoleoniche, nel 1797.
Nel XIX secolo divenne bottega del noto marmista Gaetano Gavioli e nella seconda metà del secolo, su progetto di Giovanni Pividor, fu ristrutturato come teatro filodrammatico.
Durante la ristrutturazione ottocentesca il portale dell'antico oratorio, attribuito ad Antonio Lombardi, venne smontato e trasferito nel loggiato del palazzo dei Diamanti, sul lato destro rispetto all'ingresso da corso Ercole I d'Este. Divenne in seguito teatro di varietà e poi Camera socialista del Lavoro. Con la fine del primo conflitto mondiale venne ristrutturato per diventare una delle prime sale cinematografiche cittadine, il cinematografo Garibaldi. Subì danni causati dai bombardamenti alleati avvenuti nel 1944 ma continuò la sua attività come cinema, e negli anni settanta venne completamente rimodernato, diventando il cinema Capitol. Con la crisi delle sale cinematografiche della fine degli anni novanta la sala è stata chiusa, trasformata per uso civile abitativo e l'antico spazio occupato dalla biglietteria all'ingresso del cinema è diventato un bar.

## Descrizione
Non rimane quasi più nulla dell'antico luogo di culto e anche delle sale cinematografiche che per quasi un secolo hanno trovato sede in questo edificio. 
Il prospetto, che si affaccia su piazza Sacrati all'incrocio occidentale con via Garibaldi, a Ferrara, ricorda l'aspetto che aveva all'inizio del XX secolo quando veniva utilizzato come sala pubblica e anche come teatro. L'antico prospetto dell'oratorio si è perduto.